# Abd al-Aziz ibn Turki al-Fajsal Al Su’ud
Abd al-Aziz ibn Turki al-Fajsal Al Su’ud (ur. 4 czerwca 1983 roku w Rijadzie) – saudyjski biznesmen oraz kierowca wyścigowy. Członek dynastii Saudów panującej w Arabii Saudyjskiej.

## Kariera
Rozpoczął karierę w międzynarodowych wyścigach samochodowych w 2007 roku od startów w Formule BMW Bahrain, gdzie stanął na najniższym stopniu podium klasyfikacji generalnej. W późniejszych latach Saudyjczyk pojawiał się także w stawce 24H Series Toyo Tires, Porsche Supercup, Porsche GT3 Cup Challenge Middle East, 24H Dubai, Światowego Pucharu Porsche Carrera, FIA GT3 European Championship, 24-godzinnego wyścigu Le Mans, FIA World Endurance Championship, ADAC GT Masters, 24h Nürburgring oraz Blancpain Endurance Series.

## Wyniki w 24h Le Mans
| Rok  | Zespół               | Partnerzy                          | Samochód               | Klasa   | Okr. | Poz. | Klasa Pos. |
| ---- | -------------------- | ---------------------------------- | ---------------------- | ------- | ---- | ---- | ---------- |
| 2012 | Prospeed Competition | Bret Curtis Sean Edwards           | Porsche 997 GT3-RSR    | GTE Am  | 180  | NU   | NU         |
| 2013 | JMW Motorsport       | Andrea Bertolini Chalid al-Kubajsi | Ferrari 458 Italia GT2 | GTE Pro | 300  | 34   | 10         |
| 2014 | JMW Motorsport       | Seth Neiman Spencer Pumpelly       | Ferrari 458 Italia GT2 | GTE Am  | 327  | 27   | 7          |